# Лия (певица)
Лия е българска попфолк певица.

## Биография
Родена е на 12 юли 1970 г. в Кулата, Петричко, като Емилия Божкова Парушкова.
В средата на 1990-те години Лия започва работа с музикална компания „Ара Аудио-видео“. През 1996 г. записва първия си самостоятелен албум „Специална жена“. През следващите няколко години издава още пет самостоятелни албума и един дуетен – с Кондьо, издаден през 2000 г. По това време има връзка с един от ръководителите на „ВИС“ Димитър Димитров-Маймуняка, убит през 2002 г., на когото посвещава известната си песен „Дяволски чаровник“. През 2002 г. Лия печели първа награда на фестивала „Пирин фолк“ с песента „Илинден“.
През 2003 година Лия издава последния си албум с „Ара Аудио-видео“ – „Блясък и лъжи“, след което прави неуспешен опит да работи като музикален продуцент. През 2004 г. става управител на магазин за дрехи, собственост на приятеля ѝ Георги Вълканов, син на бизнесмена Николай Вълканов и собственик на предприятия за производство на плетено облекло. По-късно се омъжва за Вълканов, а на 18 юни 2007 г. се ражда дъщеря им Лия. След издаден през 2006 г. видеоклип тя задълго прекъсва музикалната си дейност, посвещавайки се на семейството си, като през следващите години открива още няколко магазина за облекло.
През 2018 г. печели награда на фестивала „Охридски трубадури в Северна Македония с песента „Откако те нема“.
В края на 2021 г., след 18-годишно прекъсване, Лия с „Орфей мюзик“ издава осмия си албум „Това остава“, който съдържа авторска музика, главно балади. Албумът е трябвало да излезе през 2020 г. по случай 50-годишнината на певицата, но поради пандемията от Covid-19 презентацията му е отменена за следваата година. Сред включените в албума песни са „Плащам си“, „Сини очи“, „Лятна история“, „Аз и ти“ и „Отлитат птиците“.
През 2024 г. издава и продуцира фолклорния си албум с авторски македонски песни и патриотична насоченост „Българка“, включващ осем песни, като пилотната песен „Българка“ певицата пуска в своя Ютуб канал на 8 март с. г. Лия е от македонския край и това е музиката на семейството ѝ.

## Дискография

### Студийни албуми
- Специална жена (1996)
- Аз искам така (1998)
- Бонбон (1999)
- Ще те мачка (2000)
- Завинаги заедно (дуетен с Кондьо) (2000)
- Дяволски чаровник (2001)
- Блясък и лъжи (2003)
- Това остава (2021)
- Българка (2024)